# Völsa þáttr
Vǫlsa þáttr eller Vølsetotten ("Fortællingen om Vølse") er en kort fortælling, der kun findes i Flatøbogen, hvor den findes i kapitlet Óláfs saga helga. Den stammer givetvis fra 800-tallet, men foregår i 1029, da Skandinavien stadig i vid udstrækning var hedensk, og fortællingen synes at skulle bevare mindet om en hedensk falloskult kaldet vǫlsi. (norrønt vǫlsi = fallos. Se også blót). Historien indbefatter blandt andet en beretning om et hedensk ritual, hvor to mænd løfter en kvinde fra husholdningen over dørkarmen for at hjælpe hende med at se ind i en anden verden; dette ritual er også blevet beskrevet af den muslimske forfatter Ahmad ibn Fadlan i 900-tallet, der selv oplevede det under en nordisk begravelse. Historien fortæller om en familie af hedninge, der til sidst lader sig omvende til kristendommen af kong Olav den Hellige.

## Indhold
Historien fortæller om en gammel mand og kvinde, der sammen med deres livlige søn og kloge datter boede på et næs langt fra andre mennesker. De havde også en træl og en trælkvinde.
Da trællen dræbte en hest, og var ved at smide hestens penis væk, løb drengen forbi og tog den med hen til hvor hans mor og søster og trælkvinden sad. Han spøgte overfor trælkvinden med at dette organ ikke ville være så kedeligt imellem hendes ben, hvortil kvinden grinede. Datteren bad sin bror om at smide det ulækre organ væk, mens deres gamle mor rejste sig og sagde, at det var en meget nyttig ting, og at den ikke skulle smides væk. Hun pakkede den ind i hørlærred med løg og urter for at konservere den, og lagde den i sin kiste.
Hver aften i efteråret tog hun den ud af kisten og tilbad den, og fik resten af huset til at deltage. Hun fremsagde et vers over den, og gav den videre til sin mand, der gjorde det samme, og dette fortsatte til alle havde gjort det.
En dag kom kong Olav den Hellige til deres næs, på flugt fra Knud den Store. Han havde hørt om deres tilbedelse og ønskede at omvende dem til den kristne tro. Han kom til deres bolig og kun Finn Arnesson og Þormóðr Kolbrúnarskáld var med ham, og de var alle iført grå kapper for at skjule deres identitet.
De gik ind i huset, der var mørkt, hvor de mødte datteren som spurgte, hvem de var. De svarede alle at deres navn var Grímr (kappeklædt). Pigen lod sig ikke snyde, og sagde at hun genkendte kong Olav; han bad hende om ikke at afsløre dem.
De mødte resten af husstanden og blev inviteret på middag. Den gamle kvinde kom sidst, og bar vǫlsi. Hun lagde den i skødet på sin mand, og læste et digt og sagde "må jættekvinden (Mǫrnir) acceptere denne hellige genstand". Manden tog imod den og læste et digt med samme linje, og de fortsatte til alle undtagen kongen havde oplæst digtet.
Da det var kongens tur afslørede han, hvem han var, og prædikede om kristendommen, men den gamle kone var meget skeptisk, hvorimod hendes mand var interesseret. De blev enige om, at lade sig døbe af kongens præst, og forblev kristne lige siden.